# Avselad kamp

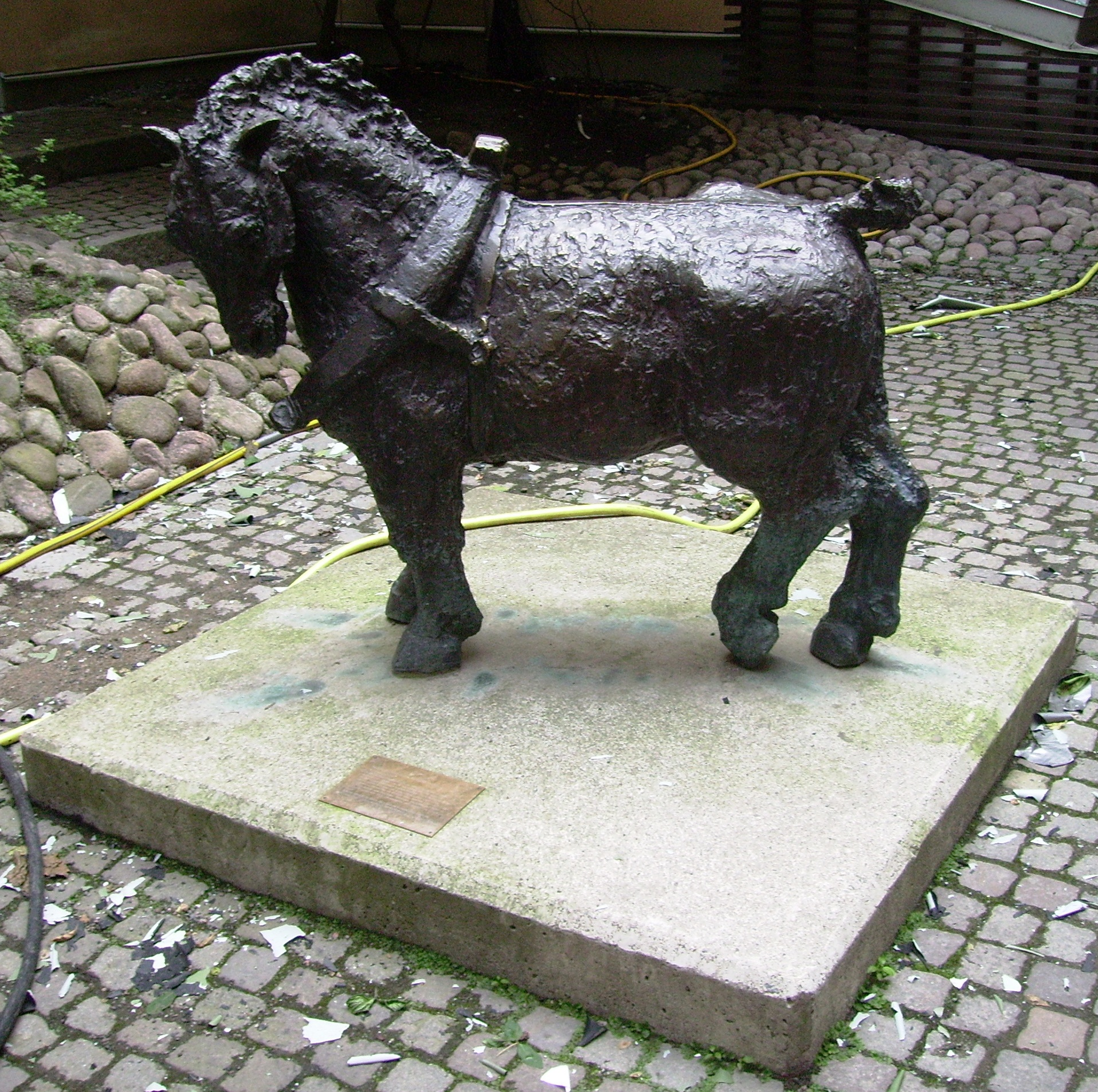
Avselad kamp

Avselad kamp är en skulptur som står på Repslagargatan på Södermalm i Stockholm.
Skulpturen är utförd i brons 1992 av Marylyn Hamilton Gierow. Den föreställer en avselad häst, ett dragdjur som under tusentals år tjänat människan, men som på 1900-talet hamnat i bakgrunden i och med att andra hästkrafter tagit över. 
På sockeln står: "Djuret vänder sig halvt om mot en svunnen tid, själv en levande länk mellan nuet och det förflutna."